# Kurhaus de Wiesbaden
El  Kurhaus de Wiesbaden es un complejo spa en Wiesbaden, capital de Hesse, Alemania. Sirve como centro de convenciones de la ciudad, y es el centro social de la ciudad balneario con muchos eventos durante todo el año. Además de una sala grande y una más pequeña, alberga un restaurante de alta cocina y el Casino de Wiesbaden, o Spielbank, que es notable por permitir las "apuestas de ruleta más altas en Alemania" (para 2005), y donde se dice que Fyodor Dostoyevsky recibió la inspiración para su novela, El jugador. El Kurhaus de Wiesbaden, en el centro de Wiesbaden,  forma parte de la Kureck (esquina spa) al final de la calle principal, Wilhelmstraße.